# マリー＝ジョゼ・ペレク
マリー＝ジョゼ・ペレク（Marie-José Pérec, 1968年5月9日 - ）は、フランスの女子陸上競技短距離選手である。グアドループ、バステール出身。1996年アトランタオリンピックで、200mと400mの2種目で優勝した。これは、1984年ロサンゼルスオリンピックにおいてバレリー・ブリスコ・フックス（アメリカ）が達成して以来、オリンピック史上2人目の達成となった。

## プロフィール
- 1990年代に活躍した女子短距離選手であり、400mでは出場した当時主要大会ではほとんど負け知らずであった。
- 1996年アトランタオリンピックでは、1980年モスクワオリンピック以降すべてのオリンピックに出場していながら、金メダルを1度も獲得したことがないマリーン・オッティ（当時ジャマイカ）との200mでの対決が注目を集め、勝負は僅差でペレクが勝ち、短距離2冠を達成し、オッティはまたも銀メダルにとどまった。
- 身長180cmの長身選手で、抜群のスタイルよりパリコレのゲストモデルとして出演経験がある。
- 2024年パリオリンピックの開会式ではリネールとともに最終点火者を務めた[3]。

## 主な成績
| 年   | 大会                     | 場所                       | 種目 | 結果 | 記録   |
| ---- | ------------------------ | -------------------------- | ---- | ---- | ------ |
| 1989 | 世界室内陸上選手権       | ブダペスト(ハンガリー)     | 200m | 6位  | 23秒99 |
| 1991 | 世界陸上選手権           | 東京(日本)                 | 400m | 1位  | 49秒13 |
| 1992 | オリンピック             | バルセロナ(スペイン)       | 400m | 1位  | 48秒83 |
| 1992 | IAAF陸上ワールドカップ   | ハバナ(キューバ)           | 200m | 1位  | 23秒07 |
| 1993 | 世界陸上選手権           | シュトゥットガルト(ドイツ) | 200m | 4位  | 22秒20 |
| 1994 | IAAFグランプリファイナル | パリ(フランス)             | 400m | 1位  | 49秒77 |
| 1995 | 世界陸上選手権           | イェーテボリ(スウェーデン) | 400m | 1位  | 49秒28 |
| 1996 | オリンピック             | アトランタ(アメリカ合衆国) | 200m | 1位  | 22秒12 |
| 1996 | オリンピック             | アトランタ(アメリカ合衆国) | 400m | 1位  | 48秒25 |

## 記録
- 100m 　10秒96　（1991年7月27日）
- 200m 　21秒99　（1993年7月2日）
- 400m 　48秒25　（1996年7月29日）
- 400mH　53秒21　（1995年8月16日）
  - 400mのタイムは世界歴代4位であるとともに、オリンピック記録でもある。